# Lighthouse Family
Lighthouse Family — британский дуэт из города Ньюкасла, появившийся в середине 1990-х и просуществовавший до 2003 года. Коллектив состоял из вокалиста Тунде Байеву (англ. Tunde Baiyewu) и клавишника Пола Такера (англ. Paul Tucker).

## История группы
Пол Такер и Тунде Байеву познакомились во время учёбы в колледже в городе Ньюкасле. Дебютный альбом дуэта — Ocean Drive вышел в 1996 году и имел огромный успех. Только в Великобритании было продано более 1,6 миллионов копий.
С этого момента группа обрела большую популярность у себя на родине. Музыкальные композиции коллектива играли практически каждый час в эфире британских радиостанций. Чуть позже о Lighthouse Family узнали во всём мире.
По мнению критиков, музыка Lighthouse Family вобрала в себя лучшие элементы стиля соул. Однако, сами музыканты не раз заявляли, что в отличие от большинства соул композиций, повествующих о любви и сексе, их песни немного о другом. Lighthouse Family играли музыку, основанную, по словам участников дуэта, на их жизненном опыте.
В 2003 году группа распалась. Оба её участника занялись другими проектами. Тунде Байеву сейчас сольный артист, а Пол Такер присоединился к рок-группе The Orange Lights.

## Возвращение
В ноябре 2010 года дуэт объявил, что Lighthouse Family снова вместе и сделал полный тур по Соединённому Королевству и Ирландии в феврале и марте 2011 года. Это было первое выступление Lighthouse Family за восемь прошедших лет. Во время интервью на утреннем телешоу BBC Breakfast 17 января 2011 года Lighthouse Family сказали что весь период затишья они общались друг с другом, однако нет никаких определенных сроков для выпуска нового альбома. При этом во время интервью Пол Такер сказал, что у дуэта "карманы полны песен".

## Дискография
- Ocean Drive (1996)
- Postcards from Heaven (1997)
- Whatever Gets You Through the Day (2001)
- Greatest Hits (2002)
- Blue Sky in Your Head (2019)